# Filothei-Psychiko
Filothei-Psychiko (in greco Φιλοθέη-Ψυχικό?) è un comune della Grecia situato nella periferia dell'Attica (unità periferica di Atene Settentrionale) con 30.754 abitanti secondo i dati del censimento 2001.
È stato istituito a seguito della riforma amministrativa detta piano Kallikratis in vigore dal gennaio 2011 che ha abolito le prefetture e accorpato numerosi comuni.
A Psychiko sorge la sede degli Archivi generali dello Stato.